# Товарная номенклатура внешнеэкономической деятельности Евразийского экономического союза
Единая Това́рная номенклату́ра внешнеэкономи́ческой де́ятельности Евразийского экономического союза (ЕТН ВЭД ЕАЭС) — классификатор товаров, применяемый таможенными органами и участниками внешнеэкономической деятельности (ВЭД) в целях проведения таможенных операций. ЕТН ВЭД ТС была принята Комиссией таможенного союза, при содействии ФТС России.

## История
Товарная номенклатура внешнеэкономической деятельности первоначально была разработана и введена в СССР после присоединения в 1988 году к Международной Конвенции о Гармонизированной системе описания и кодирования товаров. Впервые ТН ВЭД СССР была опубликована в 1990 году.
После распада СССР была разработана и принята Товарная номенклатура внешнеэкономической деятельности Содружества Независимых государств. 3 ноября 1995 года в Москве было подписано Соглашение о единой товарной номенклатуре внешнеэкономической деятельности Содружества независимых государств. Правительства 12 государств — членов СНГ, стремясь к унификации форм таможенной статистики и упрощению таможенных процедур, договорились о принятии единой ТН ВЭД СНГ, основанной на базе Гармонизированной системы описания и кодирования товаров Всемирной таможенной организации. Ввод в действие ТН ВЭД СНГ состоялся 1 января 1997 года.
С созданием Таможенного союза ЕврАзЭс была разработана Единая Товарная Номенклатура внешнеэкономической деятельности Таможенного Союза. Утверждена Решением Межгосударственного Совета Евразийского экономического сообщества (высшего органа таможенного союза) от 27 ноября 2009 г. № 18, а также Решением Комиссии таможенного союза от 27 ноября 2009 года № 130. Вступила в силу 1 января 2010 года.

## Содержание и структура
ЕТН ВЭД ЕАЭС является расширенным вариантом Гармонизированной Системы (ГС), разработанной Всемирной таможенной организацией и принятой в качестве основы для товарной классификации в странах Евросоюза и других.
В ЕТН ВЭД ЕАЭС представлена система классификации товаров, предназначенная для их кодирования и идентификации при таможенной обработке, что позволяет:
- производить таможенные экономические операции (взимать таможенные платежи, определять таможенную стоимость, вести отчётность, планирование и т. д.);
- изучать товарную структуру внешней торговли.

Каждому товару присваивается 10-значный код (для ряда товаров применяется 14-значный код), который в дальнейшем и используется при совершении таможенных операций, таких как декларирование или взимание таможенных пошлин. Такое кодирование применяется в целях обеспечения однозначной идентификации товаров, перемещаемых через таможенную границу таможенного союза, а также для упрощения автоматизированной обработки таможенных деклараций и иных сведений, предоставляемых таможенным органам при осуществлении ВЭД её участниками. Классификатор состоит из 21 раздела и 99 групп (77, 98 и 99 группа ТН ВЭД в настоящее время зарезервирована и не используется).
10-значный код товара по ТН ВЭД представляет собой:
- 2 первые цифры (например, 72 — чёрные металлы) — товарная группа ТН ВЭД
  - 4 первые цифры (например, 7201 — чугун передельный и зеркальный, в чушках, болванках или прочих первичных формах) — товарная позиция
    - 6 первых цифр (например, 720110 — чугун передельный нелегированный, содержащий 0,5 % или менее фосфора) — товарная субпозиция
      - 10 цифр, полный код товара, который и указывается в декларации на товары (например, 7201101900 — чугун передельный нелегированный, содержащий более 1 мас. % кремния) — товарная подсубпозиция.

Определение кода перемещаемого товара возложено на декларанта, однако его правильность контролируется таможенными органами.
Основные критерии, которые используют для классификации:
— материал, из которого товар выполнен;
— функции, которые товар выполняет;
— степень обработки (изготовления).
Основная единица измерения товаров по ТН ВЭД ТС — масса в кг.
Присвоенный перемещаемому товару код ТН ВЭД используется для исчисления подлежащих уплате таможенных платежей, а также применения к нему специальных мер, если таковое предусмотрено для данных товаров.